# Liste der Baudenkmale in Lübbow
In der Liste der Baudenkmale in Lübbow sind die Baudenkmale der niedersächsischen Gemeinde Lübbow mit ihren Ortsteilen aufgelistet. Die Quelle der Baudenkmale ist der Denkmalatlas Niedersachsen. Der Stand der Liste ist der 12. November 2020.

## Allgemein
In den Spalten befinden sich folgende Informationen:
- Lage: die Adresse des Baudenkmales und die geographischen Koordinaten. Kartenansicht, um Koordinaten zu setzen. In der Kartenansicht sind Baudenkmale ohne Koordinaten mit einem roten Marker dargestellt und können in der Karte gesetzt werden. Baudenkmale ohne Bild sind mit einem blauen Marker gekennzeichnet, Baudenkmale mit Bild mit einem grünen Marker.
- Bezeichnung: Bezeichnung des Baudenkmales
- Beschreibung: die Beschreibung des Baudenkmales. Unter § 3 Abs. 2 NDSchG werden Einzeldenkmale und unter § 3 Abs. 3 NDSchG Gruppen baulicher Anlagen und deren Bestandteile ausgewiesen.
- ID: die Objekt-ID des Baudenkmales
- Bild: ein Bild des Baudenkmales, ggf. zusätzlich mit einem Link zu weiteren Fotos des Baudenkmals im Medienarchiv Wikimedia Commons. Wenn man auf das Kamerasymbol klickt, können Fotos zu Baudenkmalen aus dieser Liste hochgeladen werden:

## Lübbow

### Gruppe: Hofanlage Salzwedeler Str. 31
Die Gruppe „Hofanlage Salzwedeler Str. 31“ hat die ID 39798875.

| Lage                                               | Bezeichnung                  | Beschreibung | ID       | Bild |
| -------------------------------------------------- | ---------------------------- | --- | -------- | ---- |
| Salzwedeler Straße 31 52° 54′ 28″ N, 11° 10′ 52″ O | Wohn- und Wirtschaftsgebäude | Zweigeschossiger, traufständiger Fachwerkbau mit Backsteinausfachung, unter Satteldach in Schiefer - deckung. Hauseingang mittig in der östlichen Straßenfassade, hier vorgelegte Loggia. Errichtet um 1900. Ehemalige Hofstelle Nr. 19. | 30859476 | BW   |
| Salzwedeler Straße 31 52° 54′ 29″ N, 11° 10′ 50″ O | Scheune                      | Zur Straße giebelständiger Vierständerbau in Fachwerk mit geschlämmten Backsteinausfachungen; unter Krüppelwalmdach. Errichtet 1809 (i) vermutlich als Wohn-/Wirtschaftsgebäude. Ehemalige Hofstelle Nr. 19.                             | 39126528 | BW   |

### Einzeldenkmale in Lübbow
| Lage                                               | Bezeichnung              | Beschreibung | ID       | Bild |
| -------------------------------------------------- | ------------------------ | --- | -------- | ---- |
| Salzwedeler Straße 9 52° 54′ 26″ N, 11° 10′ 55″ O  | Wohn-/Wirtschaftsgebäude | Zur Straße giebelständiges Vierständerhaus in Fachwerk mit Backsteinausfachung; unter Satteldach. Errichtet 1847 (i). Ehemalige Hofstelle Nr. 6. | 30859530 | BW   |
| Salzwedeler Straße 25 52° 54′ 21″ N, 11° 10′ 47″ O | Wohn-/Wirtschaftsgebäude | Vierständerhaus in Fachwerk mit Backsteinausfachung, unter Satteldach mit Krempziegeldeckung. Zwerchhaus in der südlichen Dachfläche. Errichtet 1865 (i). | 36344337 | BW   |
| Salzwedeler Straße 29 52° 54′ 25″ N, 11° 10′ 50″ O | Wohn-/Wirtschaftsgebäude | Zweigeschossiger, traufständiger Fachwerkbau mit Backsteinausfachung, unter Halbwalmdach in Schieferdeckung. Errichtet vor 1890. | 30859494 | BW   |
| Salzwedeler Straße 52° 54′ 28″ N, 11° 10′ 54″ O    | St. Jakobi-Kapelle       | Die Kapelle wurde im 14. Jahrhundert erbaut. Es ist ein schlichter Saalbau ohne Turm und Chor mit einem Satteldach in roter Hohlpfannendeckung; ehemaliger Ostabschluss nicht mehr vorhanden; hier nachträgliche Fachwerkwand mit Backsteinausfachung und zwei kleinen Fenstern; sonst fensterloser Bau. | 30859548 |      |

## Dangenstorf

### Gruppe: Hofanlagen Dörpstroat 23, 25, 32–36
Die Gruppe „Hofanlagen Dörpstroat 23, 25, 32-36“ hat die ID 30827946.

| Lage                                       | Bezeichnung              | Beschreibung | ID       | Bild |
| ------------------------------------------ | ------------------------ | --- | -------- | ---- |
| Dörpstroat 23 52° 55′ 10″ N, 11° 13′ 50″ O | Wohn-/Wirtschaftsgebäude | Giebelständiges Vierständerhaus in Fachwerk mit Backsteinausfachung und unter Satteldach in Hohlpfannendeckung, Halbwalm am Wirtschaftsteil; dreiachsiges Zwerchhaus in der östlichen Dachfläche. Wirtschaftsgiebel in engmaschigem durchlaufenden Gitterfachwerk. Errichtet 1870 (i). Ehemalige Hofstelle Nr. 28.                                                                                    | 30859097 | BW   |
| Dörpstroat 25 52° 55′ 11″ N, 11° 13′ 54″ O | Wohn-/Wirtschaftsgebäude | Giebelständiges Vierständerhaus in Fachwerk mit Backsteinausfachung und unter Halbwalmdach in Hohlpfannendeckung; dreiachsiges Zwerchhaus in der westlichen Dachfläche. Errichtet in der Mitte des 19. Jahrhunderts. Ehemalige Hofstelle Nr. 30. | 30859566 | BW   |
| Dörpstroat 32 52° 55′ 7″ N, 11° 13′ 53″ O  | Wohn-/Wirtschaftsgebäude | Giebelständiges Vierständerhaus in Fachwerk mit Backsteinausfachung; unter Satteldach; dreiachsiges Zwerchhaus in der östlichen Dachfläche; Dielentor ersetzt. Errichtet 1874 (i). Ehemalige Hofstelle Nr. 2. | 30859604 | BW   |
| Dörpstroat 33 52° 55′ 7″ N, 11° 13′ 51″ O  | Wohn-/Wirtschaftsgebäude | Langgestrecktes giebelständiges Vierständerhaus in Fachwerk mit Backsteinausfachung und unter Halbwalmdach, zum Teil in Schieferdeckung; dreiachsiges Zwerchhaus in der westlichen Dachfläche; Wirtschaftsteil 1933 vollständig zu Wohnzwecken ausgebaut. Wirtschaftsgiebel in Gitterfachwerk mit durchlaufendem Raster; Wohnteil mit Drempelgeschoss. Errichtet 1869 (i). Ehemalige Hofstelle Nr. 3. | 30859585 | BW   |
| Dörpstroat 34 52° 55′ 6″ N, 11° 13′ 50″ O  | Scheune                  | Kleines Fachwerkgebäude mit Backsteinausfachung; unter Satteldach. Errichtet 1833 (i). | 39126489 | BW   |
| Dörpstroat 34 52° 55′ 7″ N, 11° 13′ 49″ O  | Wohn-/Wirtschaftsgebäude | Giebelständiges Vierständerhaus in Fachwerk mit Backsteinausfachung; unter Satteldach; Wirtschaftsgiebel in Gitterfachwerk, Wohngiebel und westliche Traufe in Backsteinwerk ersetzt; völlig zu Wohnzwecken ausgebaut. Errichtet 1822 (i). Ehemalige Hofstelle Nr. 4. | 30859192 | BW   |
| Dörpstroat 35 52° 55′ 8″ N, 11° 13′ 48″ O  | Wohn-/Wirtschaftsgebäude | Giebelständiges Vierständerhaus in Fachwerk mit Backsteinausfachung;unter Halbwalmdach; zweiachsiges Zwerchhaus in der westlichen Dachfläche. Errichtet in der Mitte des 19. Jahrhunderts. Ehemalige Hofstelle Nr. 5. | 30859173 | BW   |
| Dörpstroat 36 52° 55′ 6″ N, 11° 13′ 47″ O  | Scheune                  | Kleine Längsscheune in Fachwerk mit Backsteinausfachung; unter Satteldach. Errichtet um 1840. | 39126507 | BW   |
| Dörpstroat 36 52° 55′ 7″ N, 11° 13′ 46″ O  | Wohn-/Wirtschaftsgebäude | Giebelständiges Vierständerhaus in Fachwerk mit Backsteinausfachung; unter Satteldach. Wirtschaftsgiebel in engmaschigem Gitterfachwerk, Wohnteil mit ausgebautem Drempelgeschoss. Errichtet 1839 (i). Ehemalige Hofstelle Nr. 6. | 30859154 | BW   |

## Rebenstorf

### Gruppe: Hofanlagen Dorfstr. 1–6, 8, 10–11, 14, 19–21, Landstr. 11, Kirche, Pfarrhaus
Die Gruppe „Hofanlagen Dorfstr. 1-6, 8, 10-11, 14, 19-21, Landstr. 11, Kirche, Pfarrhaus“ hat die ID 30827986.

| Lage                                       | Bezeichnung              | Beschreibung | ID       | Bild |
| ------------------------------------------ | ------------------------ | --- | -------- | ---- |
| Dorfstraße 1 52° 55′ 20″ N, 11° 12′ 4″ O   | Wohnhaus                 | Zweigeschossiger, kubischer Backsteinbau unter Walmdach; Fassadendekor in hellem Zementputz. Errichtet Ende des 19. Jahrhunderts. | 30859419 | BW   |
| Dorfstraße 2 52° 55′ 20″ N, 11° 12′ 7″ O   | Wohn-/Wirtschaftsgebäude | Giebelständiges Vierständerhaus in Fachwerk mit Backsteinausfachung; unter Satteldach. Wirtschaftsgiebel in Gitterfachwerk. Errichtet 1835 (i). | 30859400 | BW   |
| Dorfstraße 3 52° 55′ 20″ N, 11° 12′ 9″ O   | Wohn-/Wirtschaftsgebäude | Giebelständiges Vierständerhaus in Fachwerk mit Backsteinausfachung und unter Satteldach in Krempziegeldeckung. Wirtschaftsgiebel in Gitterfachwerk. Errichtet 1834 (i). | 30859381 | BW   |
| Dorfstraße 4 52° 55′ 22″ N, 11° 12′ 10″ O  | Wohn-/Wirtschaftsgebäude | Zur Straße giebelständiges, allerdings weit zurückliegendes, Vierständerhaus in Fachwerk mit Backsteinausfachung und unter Satteldach, teilweise in Krempziegeldeckung; westliche Traufseite und Teile der Giebel in Backsteinmauerwerk erneuert. Errichtet 1835 (i).                                                                                     | 30859891 | BW   |
| Dorfstraße 5 52° 55′ 21″ N, 11° 12′ 11″ O  | Wohn-/Wirtschaftsgebäude | Giebelständiges Vierständerhaus in Fachwerk mit Backsteinausfachung und unter Satteldach in Schieferdeckung; Wirtschaftsgiebel in Gitterfachwerk; großes, vierachsiges Zwerchhaus in der östlichen Dachfläche; Fachwerk teilweise durch Backsteinmauerwerk ersetzt. Errichtet 1835 (i).                                                                   | 30859872 | BW   |
| Dorfstraße 6 52° 55′ 21″ N, 11° 12′ 12″ O  | Wohn-/Wirtschaftsgebäude | Giebelständiges Vierständerhaus in Fachwerk mit Backsteinausfachung; unter Satteldach; Wirtschaftsteil weitgehend zu Wohnzwecken ausgebaut. Wirtschaftsgiebel in Gitterfachwerk. Errichtet 1835 (i). | 30859853 | BW   |
| Dorfstraße 8 52° 55′ 22″ N, 11° 12′ 16″ O  | Wohn-/Wirtschaftsgebäude | Zur Straße giebelständiges, jedoch weit nach hinten versetztes, Vierständerhaus in Fachwerk mit Backsteinausfachung; unter Satteldach. Wirtschaftsgiebel in Gitterfachwerk. Errichtet 1835 (i). | 30859775 | BW   |
| Dorfstraße 10 52° 55′ 21″ N, 11° 12′ 18″ O | Wohn-/Wirtschaftsgebäude | Zur Straße giebelständiges Vierständerhaus in Fachwerk mit Backsteinausfachung und unter Satteldach in Hohlpfannendeckung. Errichtet 1835 (i). | 30859718 | BW   |
| Dorfstraße 11 52° 55′ 21″ N, 11° 12′ 20″ O | Wohn-/Wirtschaftsgebäude | Giebelständiges Vierständerhaus in Fachwerk mit Backsteinausfachung; unter Satteldach. Errichtet 1835. | 30859699 | BW   |
| Dorfstraße 12 52° 55′ 21″ N, 11° 12′ 24″ O | Wohnhaus                 | Traufständiges Querdielenhaus in Fachwerk mit gemusterter Backsteinausfachung und unter Halbwalmdach in Hohlpfannendeckung. Errichtet als Pfarrhaus von Rebenstorf 1800 (i). | 30859794 | BW   |
| Dorfstraße 13 52° 55′ 19″ N, 11° 12′ 22″ O | St. Michaelis-Kirche     | Schlichter Saalbau über rechteckigem Grundriss in weiß verputztem Mauerwerk; nach Osten abgewalmtes, flach geneigtes Satteldach in Hohlpfannendeckung; quadratischer Westturm in gezwickeltem Feldsteinmauerwerk und unter vierseitigem Pyramidendach in Biberschwanzkronendeckung. Turm errichtet im 15. Jahrhundert, Schiff nach Brand 1834 neu erbaut. | 30859438 |      |
| Dorfstraße 14 52° 55′ 19″ N, 11° 12′ 19″ O | Wohn-/Wirtschaftsgebäude | Giebelständiges Vierständerhaus in Fachwerk mit Backsteinausfachung; unter Halbwalmdach; zweiachsiges Zwerchhaus in der östlichen und eine große Schleppgaube in der westlichen Dachfläche. Errichtet nach erneutem Brand 1858 (i). | 30859756 | BW   |
| Dorfstraße 19 52° 55′ 19″ N, 11° 12′ 10″ O | Wohn-/Wirtschaftsgebäude | Giebelständiges Vierständerhaus in Fachwerk mit Backsteinausfachung und unter Satteldach in Krempziegeldeckung. Wirtschaftsgiebel in engmaschigem Gitterfachwerk. Errichtet 1834 (i). | 30859306 | BW   |
| Dorfstraße 20 52° 55′ 18″ N, 11° 12′ 8″ O  | Wohn-/Wirtschaftsgebäude | Giebelständiges Vierständerhaus in Fachwerk mit Backsteinausfachung und unter Satteldach in Krempziegeldeckung. Errichtet 1835 (i). | 30859344 | BW   |
| Dorfstraße 21 52° 55′ 18″ N, 11° 12′ 6″ O  | Wohn-/Wirtschaftsgebäude | Kleines giebelständiges Vierständerhaus in Fachwerk mit Backsteinausfachung; unter Satteldach. Errichtet 1835 (i). | 30859287 | BW   |
| Landstraße 11 52° 55′ 18″ N, 11° 12′ 20″ O | Scheune                  | Giebelständiger Vierständerbau in Fachwerk mit Backsteinausfachung; mit Remise. Satteldach mit Krempziegeldeckung. Errichtet 1840 (i) als Scheune der Hofstelle Nr. 14 (heute Dorfstraße 14). | 36344577 | BW   |

## Ehemalige Baudenkmale

### Einzelbaudenkmale
| Lage                                               | Bezeichnung              | Beschreibung | ID | Bild |
| -------------------------------------------------- | ------------------------ | ------------ | -- | ---- |
| Salzwedeler Straße 11 52° 54′ 23″ N, 11° 10′ 52″ O | Wohn-/Wirtschaftsgebäude |              |    | BW   |